# Jan Blat
Jan Blat (ur. 21 czerwca 1930 w Kolbuszowej Górnej, zm. 3 marca 2015 w Krakowie) – polski sędzia, poseł na Sejm PRL IV kadencji.

## Życiorys

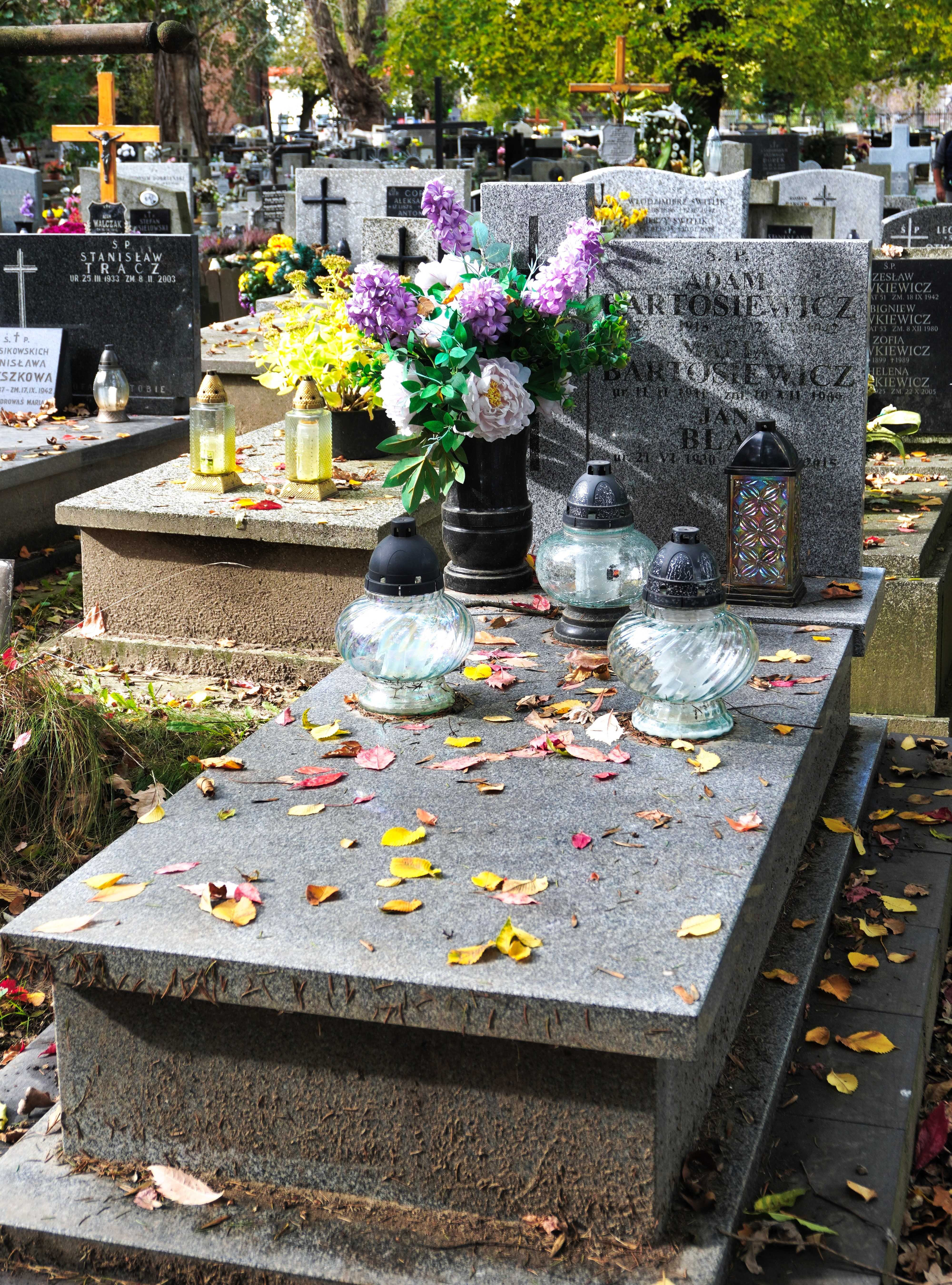
Grób Jana Blata na Cmentarzu Rakowickim w Krakowie

Syn Władysława i Marii. Uzyskał wykształcenie wyższe, z zawodu prawnik. Pełnił funkcję wiceprezesa Sądu Wojewódzkiego w Krakowie i prezesa Sądu Wojewódzkiego w Tarnowie, następnie był sędzią Naczelnego Sądu Administracyjnego. Zajmował stanowisko prezesa krakowskiego ośrodka zamiejscowego NSA. W 1965 uzyskał mandat posła na Sejm PRL w okręgu Kraków z ramienia Polskiej Zjednoczonej Partii Robotniczej, w parlamencie zasiadał w Komisji Wymiaru Sprawiedliwości.
Odznaczony Złotym Krzyżem Zasługi oraz Odznaką 1000-lecia Państwa Polskiego.
Był żonaty, miał synów. Pochowany na cmentarzu Rakowickim w Krakowie (LXXV/8/8).